# Noisettes
Pour les articles homonymes, voir Noisette (homonymie).
Noisettes est un groupe de rock indépendant et de pop-soul britannique, originaire de Londres, en Angleterre. Il est composé de Shingai Shoniwa (chant, guitare basse), Dan Smith (guitare) et anciennement Jamie Morrison (batterie). Leur titre le plus connu est Don’t Upset The Rhythm, extrait de leur deuxième album Wild Young Hearts sorti en 2009. Le groupe est passé d'un son très rock à leur premier album à une musique beaucoup plus orientée vers la pop avec son troisième album, sorti en 2012.

## Biographie

### Débuts (2003–2011)

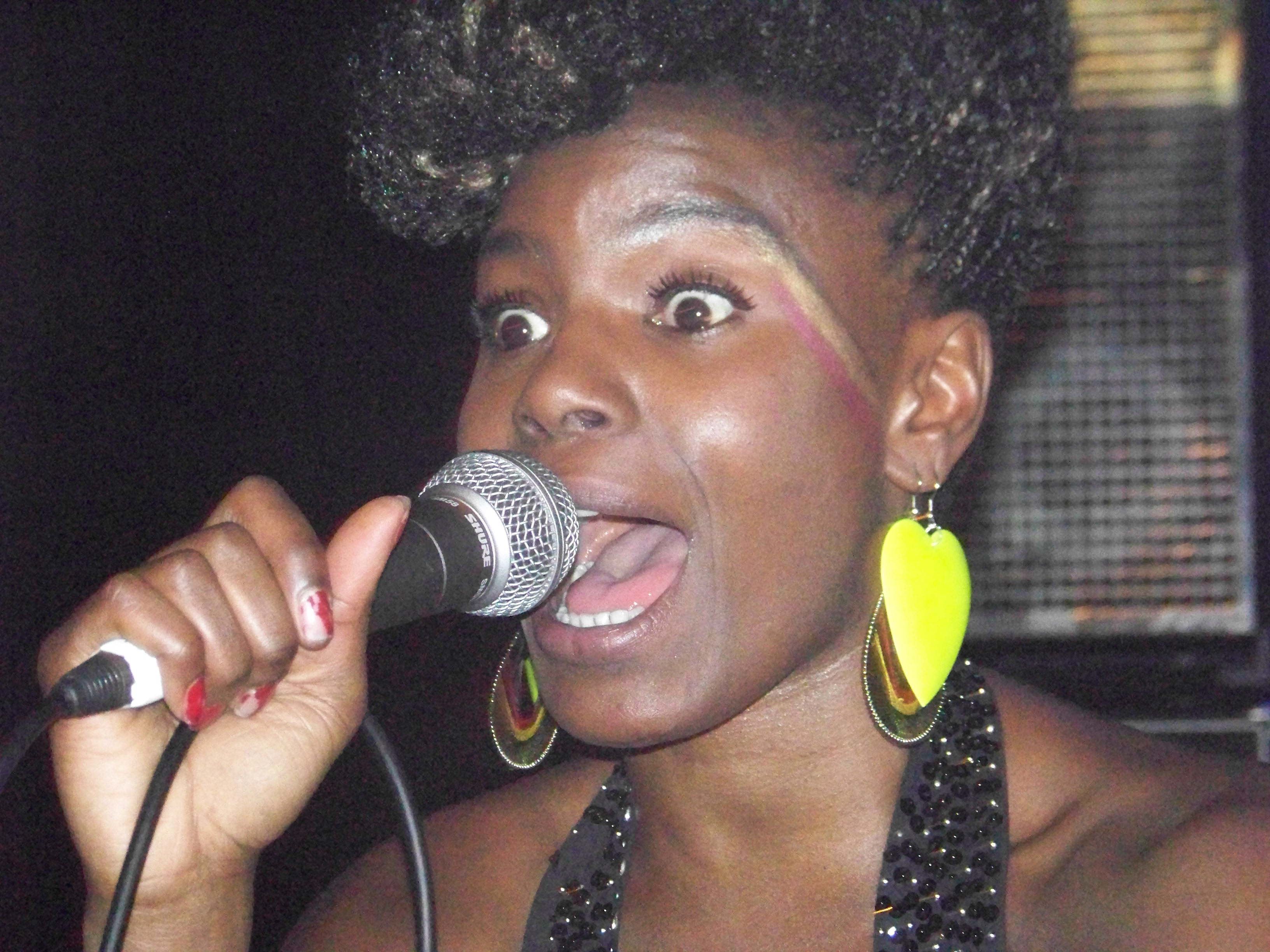
Shingai Shoniwa, la chanteuse du groupe, lors d'un concert à Atlanta en 2007.

Le groupe est formé en 2003 par Shingai Shoniwa et Dan Smith, étudiants à la London School for Performing Arts and Technology et qui avaient déjà créé auparavant le groupe Sonarfly. Shingai Shoniwa, jeune femme d’origine zimbabwéenne, est la chanteuse et la bassiste du groupe, Dan Smith en est le guitariste. Le batteur Jamie Morrison, au comportement obsessionnel à tel point qu'il prétend s'être entraîné onze heures par jour pendant trois ans, est ensuite recruté par Dan Smith. Le trio acquiert assez vite la réputation de faire partie des groupes de live les plus remuants de Londres. Le groupe enregistre un EP de quatre titres, Three Moods of The Noisettes, qui sort en 2005 et attire l'attention de groupes connus comme Babyshambles, Bloc Party et surtout Muse, qui invitent la formation à assurer la première partie de leurs concerts.
Universal Music leur fait signer un contrat par l'intermédiaire de sa filiale Vertigo Records et le premier album de la formation, What’s the time Mr. Wolf?, sort en février 2007. Il atteint la 75e place de l'UK Albums Chart. Le groupe part en tournée au Royaume-Uni et apparaît à l'affiche de plusieurs festivals comme Coachella et Reading and Leeds.
Le single Don't Upset the Rhythm (Go Baby Go), qui s'est fait connaître en servant de bande son à une publicité pour Mazda, sort en mars 2009 et révèle le groupe au grand public, atteignant la 2e place de l'UK Singles Chart. Il marque aussi une évolution du son de la formation, qui passe du rock pur et dur à un son plus pop avec des influences de soul et de funk. L'album Wild Young Hearts sort en avril et se classe 7e à l'UK Albums Chart. Il est certifié disque d'or au Royaume-Uni et obtient par ailleurs de bonnes critiques. Le deuxième single de l'album, Never Forget You, intègre le top 20 des ventes britanniques. En France, ce dernier single figure dans les bandes originales d'un certain nombre de longs-métrages.
Pour sa tournée britannique, le groupe propose à des formations locales d'assurer ses premières parties via sa page Myspace et est inondé de candidatures, ayant ainsi une première partie différente à chaque concert. La formation se produit dans des festivals très importants comme celui de l'île de Wight et de Glastonbury et assure également la première partie de la tournée européenne de Lady Gaga.

### Contact(depuis 2012)

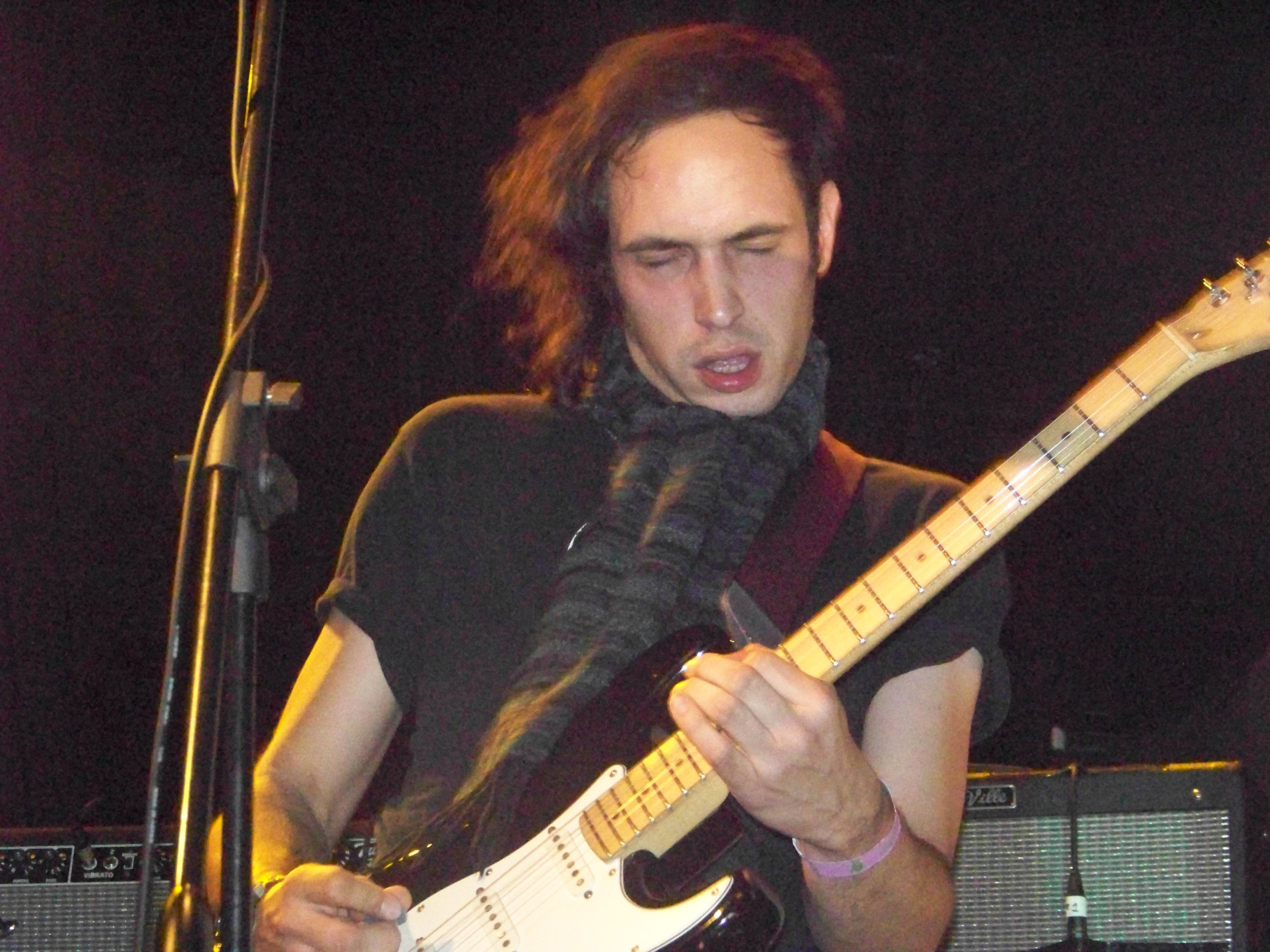
Le guitariste Dan Smith en 2007.

Jamie Morrison quitte le groupe en janvier 2010 et n'est pas remplacé à la batterie. Le groupe confirme son virage vers la pop avec la sortie de son troisième album, Contact, qui est publié en août 2012. Cet album n'obtient pas le même succès que Wild Young Hearts, puisqu'il se classe à la 30e place de l'UK Albums Chart. Le 19 décembre 2013, Noisettes publie une reprise de Cole Porter immortalisée par Frank Sinatra, I've Got You Under My Skin.

## Membres

### Membres actuels
- Shingai Shoniwa - chant, basse
- Dan Smith - guitare

### Anciens membres
- Jamie Morrison - batterie (2003-2010)

### Télévision
- 2009 : Les Frères Scott (Believe Me, I'm Lying) : (Saison 7 épisodes 4)

## Discographie

### EP
- 2005 : Three Moods of the Noisettes
- 2006 : What's the Time Mini-Wolf?

### Singles
| Année | Single                              | Classement des ventes | Classement des ventes | Classement des ventes | Classement des ventes | Album                     |
| Année | Single                              | FR                    | R-U                   | IRL                   | EUR                   | Album                     |
| ----- | ----------------------------------- | --------------------- | --------------------- | --------------------- | --------------------- | ------------------------- |
| 2006  | IWE                                 | —                     | —                     | —                     | —                     | What's the Time Mr. Wolf? |
| 2006  | Scratch Your Name                   | —                     | —                     | —                     | —                     | What's the Time Mr. Wolf? |
| 2006  | Don't Give Up                       | —                     | 73                    | —                     | —                     | What's the Time Mr. Wolf? |
| 2007  | Sister Rosetta (Capture the Spirit) | —                     | 63                    | —                     | —                     | What's the Time Mr. Wolf? |
| 2007  | The Count of Monte Christo          | —                     | —                     | —                     | —                     | What's the Time Mr. Wolf? |
| 2008  | Wild Young Hearts                   | —                     | —                     | —                     | —                     | Wild Young Hearts         |
| 2009  | Don't Upset the Rhythm (Go Baby Go) | —                     | 2                     | 8                     | 4                     | Wild Young Hearts         |
| 2009  | Never Forget You                    | —                     | 20                    | 24                    | 62                    | Wild Young Hearts         |
| 2009  | Saturday Night                      | —                     | —                     | —                     | —                     | Wild Young Hearts         |
| 2012  | That Girl                           | —                     | —                     | —                     | —                     | Contact                   |
| 2012  | I Want You Back                     | —                     | —                     | —                     | —                     | Contact                   |